# Eucalyptus pauciflora
Eucalyptus pauciflora, широко відомий як сніговий евкаліпт, є видом дерев, що походить зі східної Австралії. Має гладку кору, листя від ланцетної до еліптичної форми, квіткові бруньки в скупченнях від семи до п'ятнадцяти, білі квіти та чашоподібні, конічні або напівсферичні плоди. Він широко поширений і локально поширений у лісах в холодних місцях вище 700 м.

## Опис
Eucalyptus pauciflora — це дерево, яке зазвичай досягає висоти 20 — 30 м. Він має гладку білу, сіру або жовту кору, яка проливається стрічками та іноді має каракулі комах. Молоді рослини, що відростають, мають тьмяне, блакитно-зелене або сизувате листя від широколанцетної до яйцеподібної форми. Доросле листя має однаковий відтінок глянцево-зеленого кольору з обох сторін, від списоподібної до вигнутої або еліптичної форми. Квіткові бруньки розташовані в пазухах листків групами від семи до п'ятнадцяти, іноді більше, на нерозгалуженому квітконосі. Зрілі бруньки овальні з конічним або округлим кришечком. Цвіте з жовтня по лютий, квітки білі. Плід — дерев'яниста, чашоподібна, конічна або напівкуляста коробочка.

## Таксономія
Eucalyptus pauciflora вперше був офіційно описаний у 1827 році Куртом Полікарпом Йоахімом Шпренгелем за неопублікованим описом Франца Зібера. Шпренгель опублікував опис у Systema Vegetabilium. Специфічний епітет pauciflora походить від латинського pauciflorus, що означає «малоквітковий». Термін pauciflora (малоквітковий) є неправильним і може походити від раннього зібраного зразка, який втрачає бутони під час транспортування.
Усередині виду виділяють ряд підвидів:
- Eucalyptus pauciflora subsp. acerina Rule
- Eucalyptus pauciflora subsp. debeuzevillei (Maiden) L.A.S.Johnson & Blaxell = [syn. Eucalyptus debeuzevillei Maiden]
- Eucalyptus pauciflora subsp. hedraia Rule
- Eucalyptus pauciflora subsp. niphophila (Maiden & Blakely) L.A.S.Johnson & Blaxell = [syn. Eucalyptus niphophila Maiden & Blakely]
- Eucalyptus pauciflora subsp. parvifructa Rule
- Eucalyptus pauciflora subsp. pauciflora

## Поширення і середовище проживання
Снігова камедь росте в лісах вздовж хребтів і плоскогір'їв, на рівнинних холодних місцях вище 700 м від крайнього південного сходу Квінсленда через Новий Південний Уельс, Австралійську столичну територію та Вікторію до гори Гамбір у Південній Австралії та Тасманії.
У Тасманії вид гібридизується з Eucalyptus coccifera та Eucalyptus amygdalina.

## Екологія
Eucalyptus pauciflora є одним з найвитриваліших видів евкаліптів, які витримують суворі зимові температури в Австралійських Альпах. Вид відроджується з насіння, надкормкових пагонів під корою та з лігнобульб. Це найбільш холодостійкий вид евкаліпта, з E. pauciflora subsp. niphophila, що витримує температури до — 25 і цілорічні морози. Його завезли до Норвегії.

### Вплив на процеси снігового покриву
На висотах, де снігова камедь збігається з сезонними снігопадами на висоті понад 1 500 м (4 900 фут), було показано, що дерева збільшують накопичення снігового покриву та помірне танення, що робить снігову камедь критично важливою для гідрології та водних ресурсів південно-східної Австралії. Всупереч характеристикам хвойнолистяних лісів, снігова камедь не часто перехоплює велику кількість снігопаду на гілках і листі, щоб відбулося посилене випаровування або сублімація. Як наслідок, накопичення снігу більше в живих снігових лісах, ніж у спалених лісах або безлісних територіях.
Вплив лісової пожежі на снігові ясна змінює ці ефекти та призводить до зменшення довговічності снігового покриву та посилення процесів випаровування/сублімації, своєю чергою зменшуючи стік снігового покриву, доступний для використання екосистемою та людиною. За оцінками, лісові пожежі 2019—2020 рр. вплинули на 462 км 2 (33 %) нанесеного на карту снігового лісу, який регулярно має сезонний сніговий покрив, що дорівнює скороченню річного стоку снігового покриву на 63,3 гігалітра (приблизно 25 320 олімпійських басейнів).

### Використання в садівництві
У Великобританії культивується Eucalyptus pauciflora subsp. niphophila і Eucalyptus pauciflora subsp. debeuzevillei отримали нагороду Королівського садівничого товариства за садові заслуги.

## Галерея

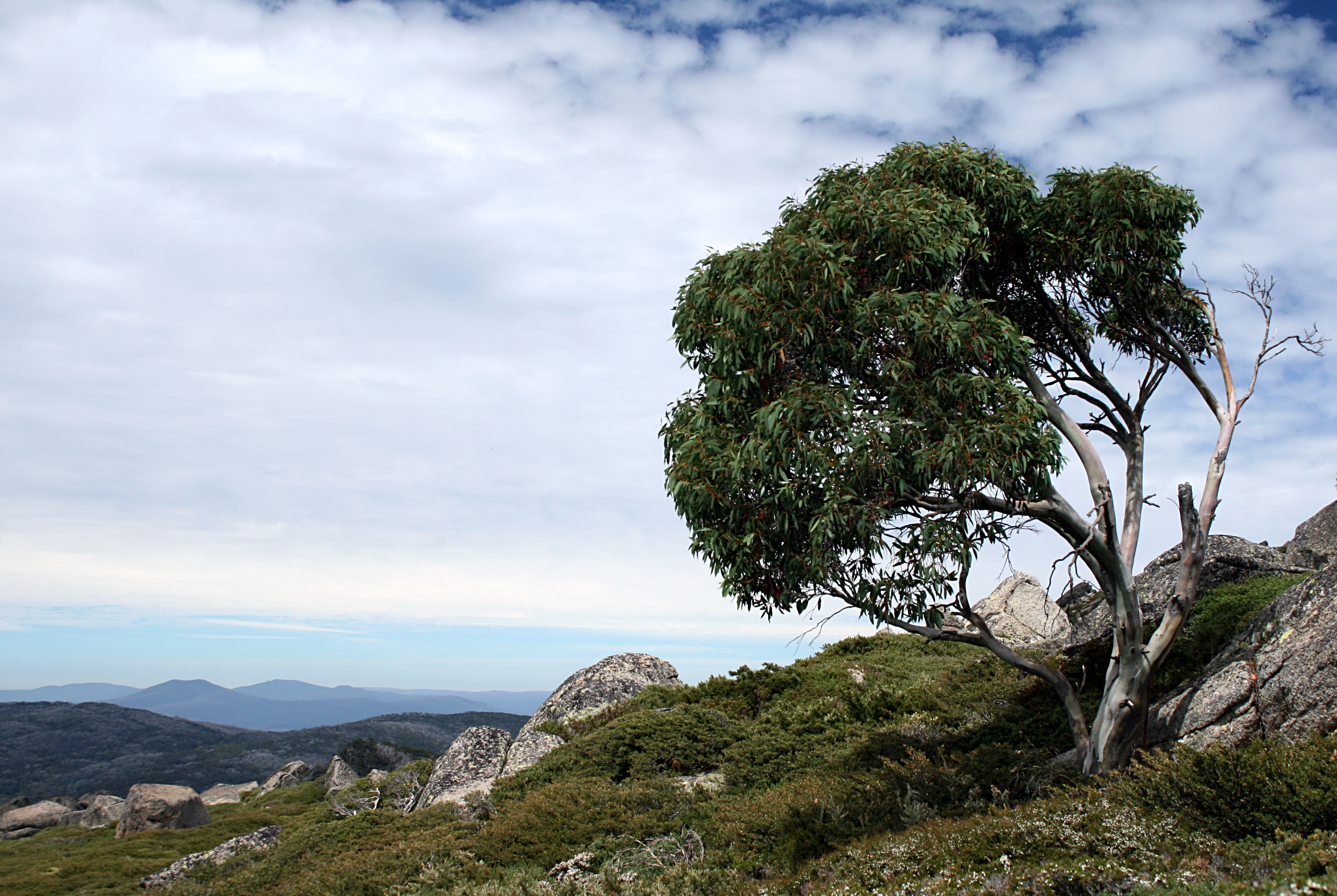
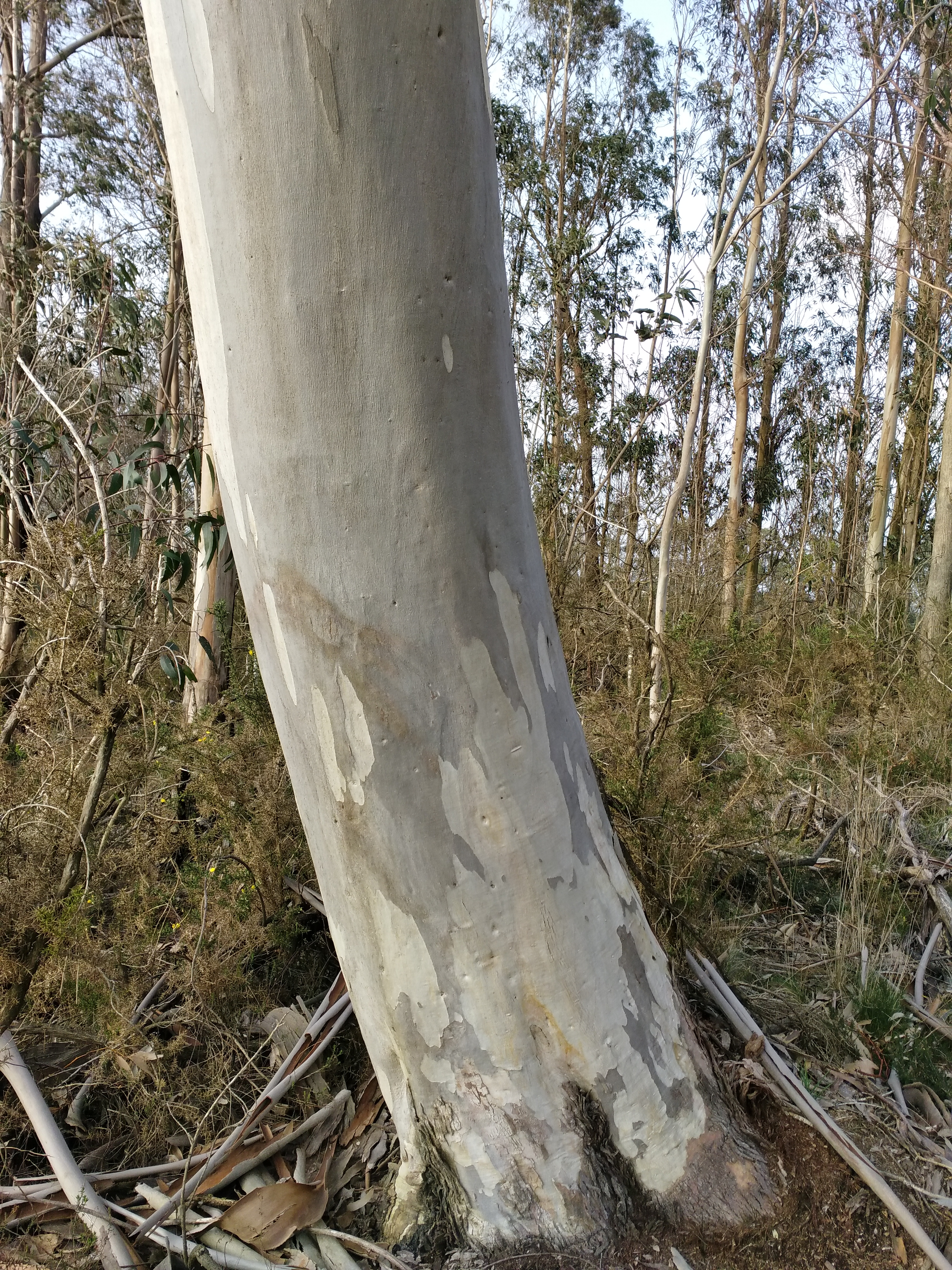
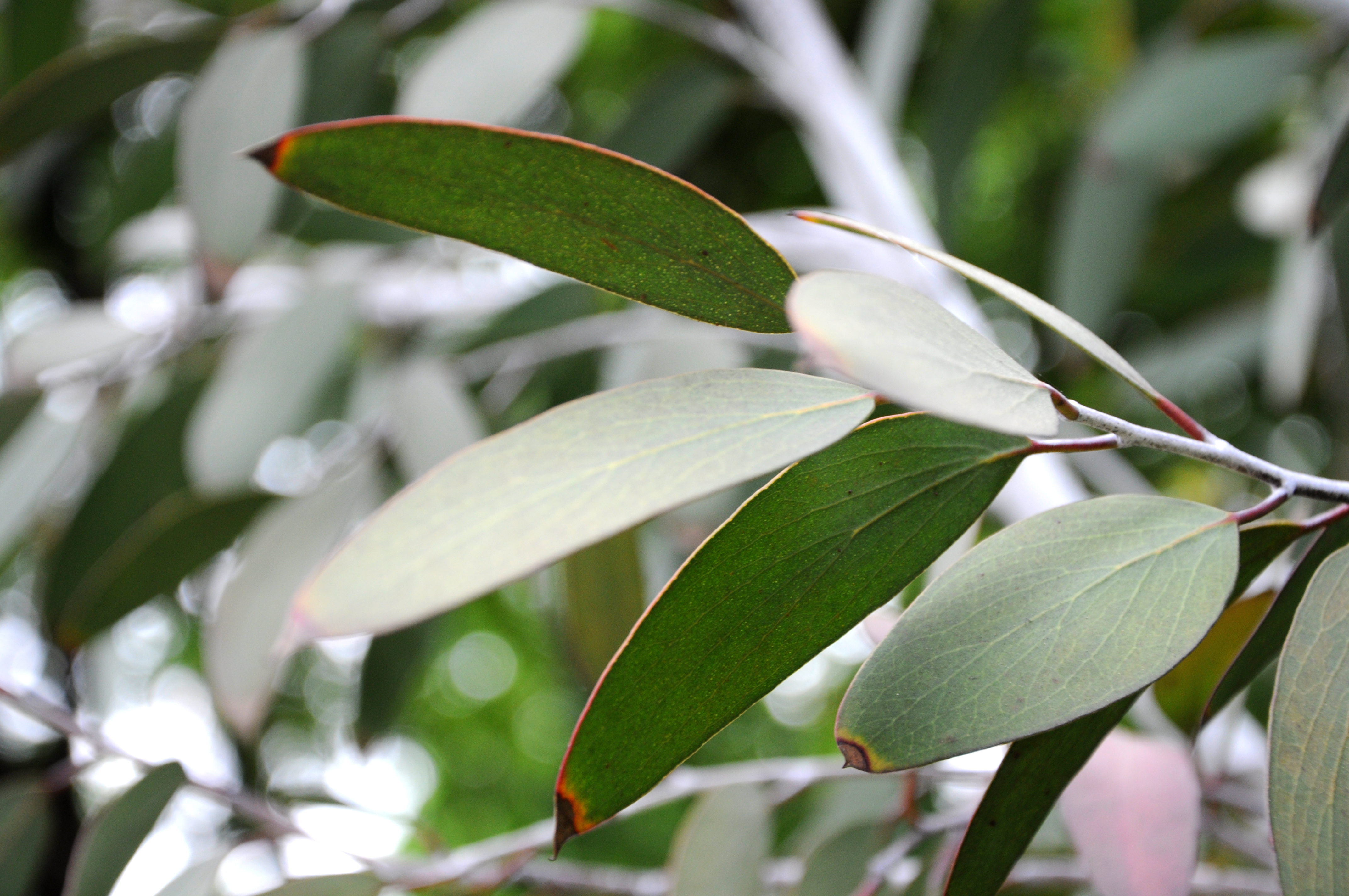
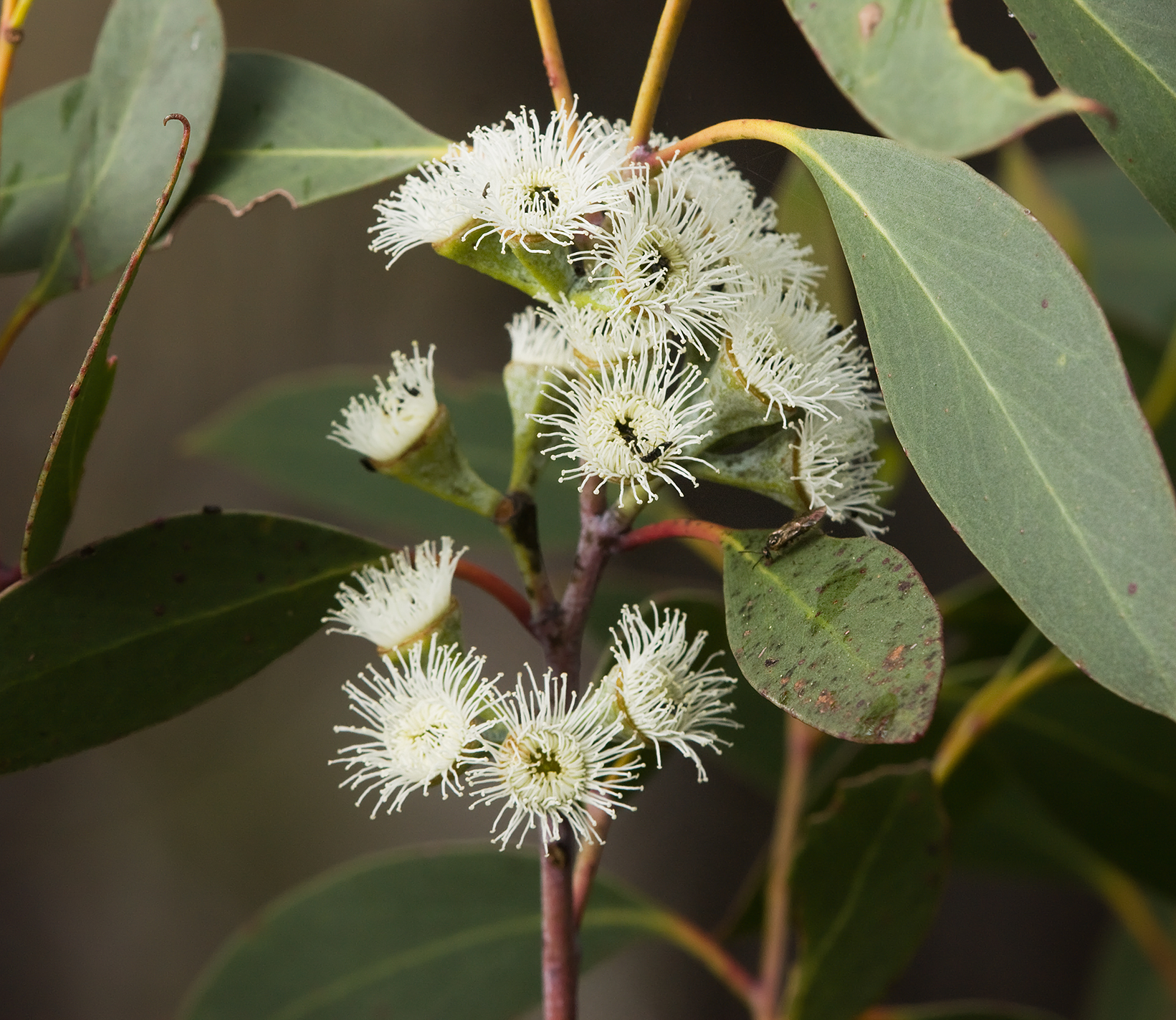
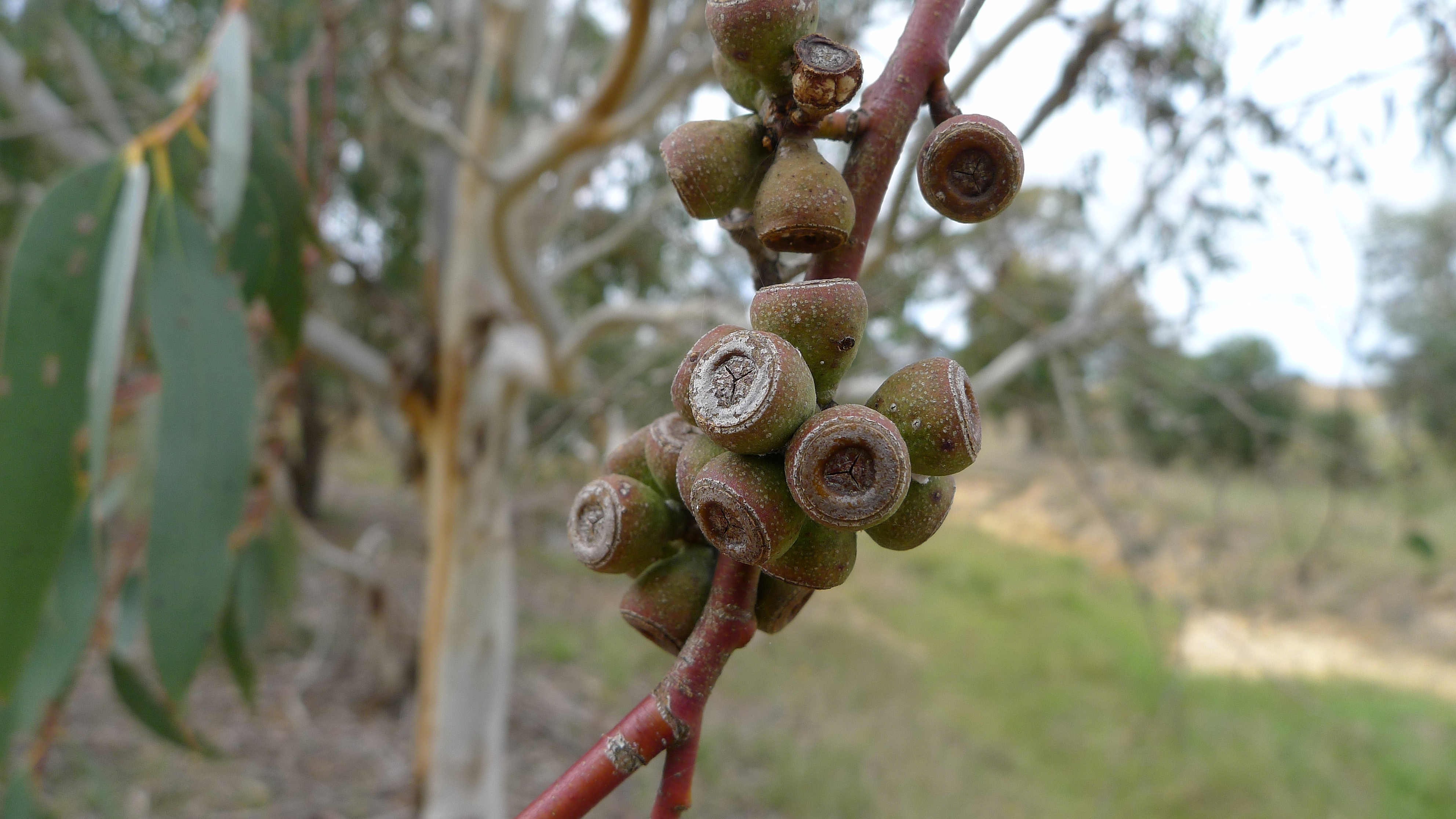